# 罗伯特·艾布拉姆斯
罗伯特·布鲁斯·艾布拉姆斯 （英語：Robert Bruce Abrams，1960年11月18日—），美国陆军上将退役，歷任聯合國軍、駐韓美軍暨韓美聯軍司令、第22任美国陆军部队司令部司令、美国国防部长哈格尔高级军事助理，第3步兵师师长等职，于2015年8月10日晋升上将。艾布拉姆斯上将于1982年毕业于西点军校，被委任为装甲兵军官， 他出生于军事世家，是家中的第三位上将，父亲小克赖顿·威廉姆斯·艾布拉姆斯上将曾担任越战最高指挥官，后为第26任美国陆军参谋长，在任上逝世，M1艾布蘭主力戰車便以他的名字命名；大哥克雷顿·艾布拉姆斯三世也曾在陆军服役，军衔至准将，二哥约翰·艾布拉姆斯上将在世纪之交担任美国陆军条令与训练司令部司令。
2021年7月2日，他将駐韓美軍司令部、聯合國軍司令部和韓美聯合軍司令部的指挥权交给了保罗·拉卡梅拉将军，并宣布将于近期退休。
2025年4月，據台灣媒體報道，艾布蘭上將將參與台灣第41號漢光軍演，以參謀總長梅家樹顧問的身份參與演習。

## 荣誉

### 外国勋章奖章
- 保国勋章统一章（韩国，2021年7月1日于首尔颁发[7]）